# Marta Lepp

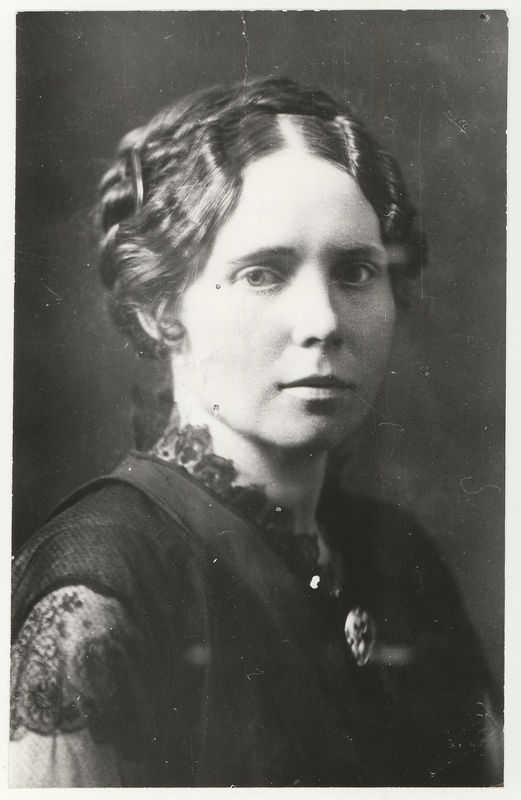
Marta Lepp-Utuste 1920

Marta Lepp (seit 1913 bürgl. Name Marta Kirschbaum, ab 1927 Maarda Utuste; * 12. November 1883 in Vardi, damals Kirchspiel Nissi, Kreis Harju; † 11. November 1940 in Tartu) war eine estnische Schriftstellerin.

## Leben und Werk
Marta (Maarda) Sophia Lepp besuchte bis 1899 die Höhere Mädchenschule in Tallinn. 1904 legte sie in Sankt Petersburg ihr Examen als Hauslehrerin ab. Ein Jahr später nahm sie an der Russischen Revolution von 1905 teil. Sie wurde mehrere Male von den zaristischen Behörden inhaftiert und zweimal nach Sibirien verbannt. 1906 konnte sie aus Tobolsk flüchten. Anschließend studierte sie von 1906 bis 1908 Pädagogik in der russischen Hauptstadt. Marta Lepp war danach als Hauslehrerin in Russland und Finnland tätig. Nach der estnischen Unabhängigkeit 1918 kehrte sie in ihre Heimat zurück. 1919/20 war sie Lehrerin in Tallinn und Jäneda. Bis 1928 unterrichtete sie Estnisch in Tallinn.
Marta Lepp war stark in der Frauenbewegung und in der Politik engagiert. Sie war Mitbegründerin der Sozialdemokratischen Partei Estlands. Daneben war Marta Lepp an religiösen Fragen interessiert. 1925 gründete sie mit ihrem Ehemann Kustas Utuste (bis 1927: Gustav Kirschbaum) die neuheidnisch-estnische Glaubensgemeinschaft des Taarausk und war Redakteurin der Taarausk-Zeitschrift Hiis.
Marta Lepp war unter ihrem Künstlernamen Sophia Vardi auch als Schriftstellerin bekannt. Sie schrieb vor allem Prosatexte und Theaterstücke, daneben das Libretto zur Oper Kalmuneid des estnischen Komponisten Artur Lemba.

## Werke (Auswahl)
- Esimesed tuuled (Kurzprosa, 1914)
- Seisates (Kurzprosa, 1919)
- Dekoratsioon (Drama, 1922)
- Sirelid (kleine Bühnenstücke, 1923)
- Haabvere (Roman, 1926)
- Mälestused (Erinnerungen, drei Bände, 1922–1927)